# 405 lignes
 (mai 2024).
Si vous disposez d'ouvrages ou d'articles de référence ou si vous connaissez des sites web de qualité traitant du thème abordé ici, merci de compléter l'article en donnant les références utiles à sa vérifiabilité et en les liant à la section « Notes et références ».
Le 405 lignes est une norme de télédiffusion européenne analogique, adoptée comme norme officielle au Royaume-Uni par la BBC en février 1937 à l'issue en 1936 du rapprochement entre les compagnies EMI et Marconi. La définition 405 lignes marque une étape importante dans l'Histoire des techniques de télévision.
À la fin des années 1930 avec le format 455 lignes français puis après la guerre de 1939-1945, alors que plusieurs pays européens, tels la France ou l'Allemagne s'orientent vers des définitions plus élevées comme le 441 lignes, le format britannique 405 lignes est reconduit au Royaume-Uni et ne sera abandonné qu'en 1985, après l'achèvement complet des nouveaux réseaux analogiques nationaux de BBC1 et ITV en 625 lignes UHF en couleurs au standard PAL, initiés dès 1969. Peu gourmand en largeur de bande hertzienne, ce standard permet la diffusion de deux réseaux nationaux dans la bande VHF, là où les autres pays, à la norme 819 lignes ne peuvent en exploiter qu'un seul, sans interférences notables.
La république d'Irlande adopte également ce standard pour le lancement de sa première chaîne, RTE (Radio Telefís Éireann) au début des années 1950.